# Debugger

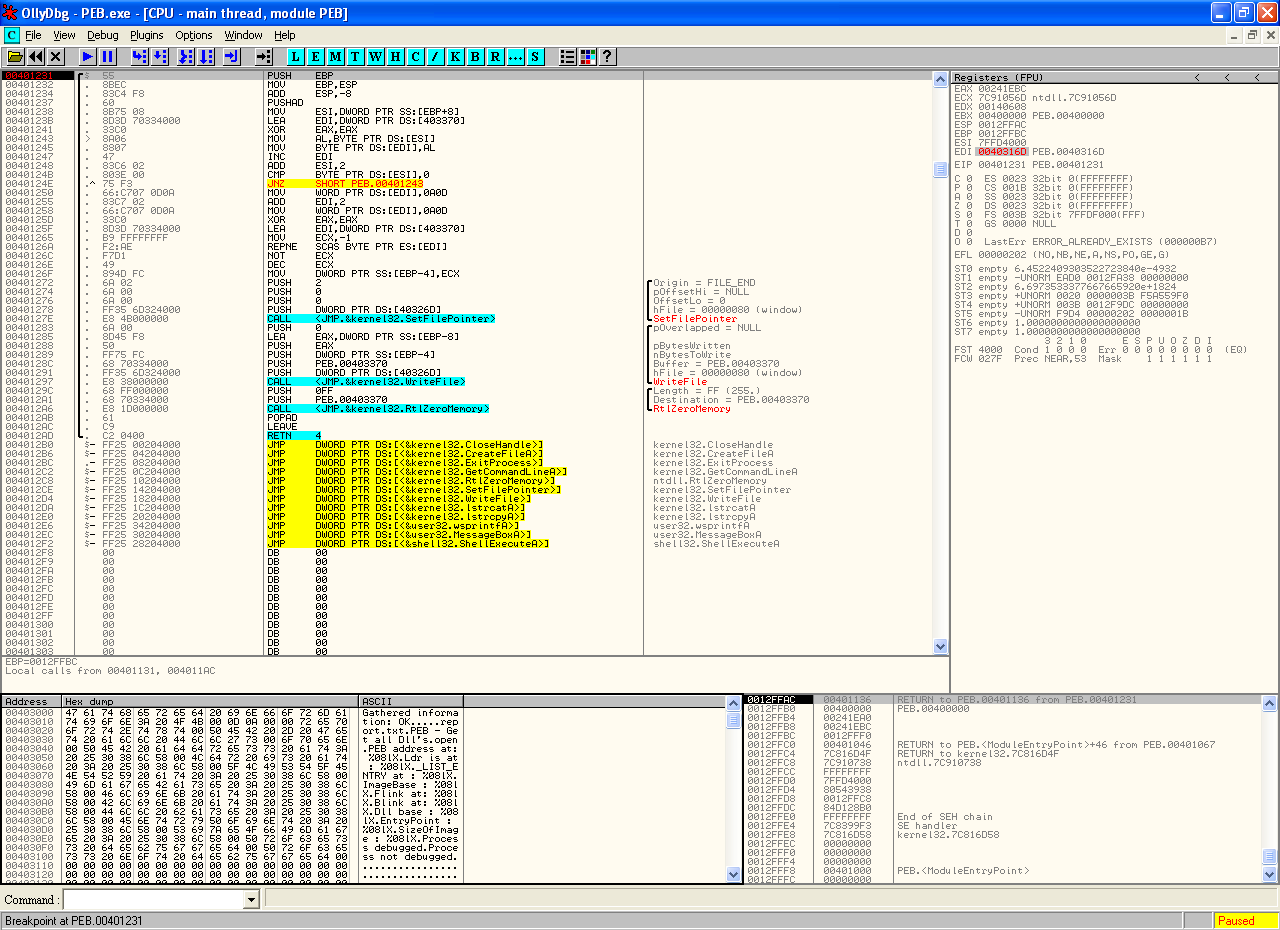
Screenshot di OllyDbg

Un debugger in informatica è un programma/software specificatamente progettato per l'analisi e l'eliminazione dei bug (debugging), ovvero errori di programmazione interni al codice di altri programmi.
Assieme al compilatore è fra i più importanti strumenti di sviluppo a disposizione di un programmatore, spesso compreso all'interno di un ambiente integrato di sviluppo (IDE), in quanto in grado di aiutare il programmatore ad individuare errori di semantica all'interno del codice sorgente del programma, altrimenti di difficile individuazione in fase di runtime.
La maggior parte dei debugger include un disassembler, come il programma objdump delle GNU Binutils.

## Descrizione
Il compito principale del debugger è quello di mostrare il frammento di codice macchina che genera il problema (tipicamente un crash). Il codice può essere mostrato nella sua forma nativa, tradotto in linguaggio assembly o perfino sotto forma di codice sorgente nel linguaggio di programmazione in cui il programma analizzato è stato scritto. Per mostrare il codice assembly, il debugger fa tipicamente uso di un disassembler, eventualmente integrato nello stesso. Per l'analisi del codice sorgente, invece, è in generale necessario uno speciale tipo di compilazione per il programma utente.
Poiché la compilazione con debug inserisce nel programma grandi quantità di istruzioni in più, un programma eseguito in modalità debug è tipicamente molto più lento di quando è eseguito direttamente sul processore per cui è stato sviluppato.
Se si utilizza un interprete il debugging è molto più naturale per la natura stessa dell'interpretazione.
Quasi tutti i debugger consentono l'esecuzione del programma analizzato a piccoli passi, mostrando nelle interruzioni il codice relativo all'istruzione sorgente corrente e lo stato attuale della CPU ovvero lo stato o valore delle variabili associate alle rispettive nelle celle di memoria. L'interruzione dell'esecuzione può avvenire passo passo ad ogni singola istruzione, entrando eventualmente in altri sottoprogrammi, oppure in punti esplicitamente assegnati dall'utente (breakpoint o watchpoint). L'ultima istruzione evidenziata prima del crash è tipicamente il punto o causa dello scatenarsi dell'evento indesiderato, anche se in linea di massima questa può a sua volta dipendere da risultati di istruzioni precedenti (es. valori nulli di variabili o parametri passati).
Molti debugger contengono funzioni più sofisticate come la possibilità di modificare il valore di alcune locazioni di memoria o la possibilità di modificare il flusso del programma eseguendo delle parti di codice macchina che normalmente non vengono raggiunte.
Alcuni debugger sono delle vere e proprie macchine virtuali che simulano una particolare famiglia di CPU mentre altri sfruttano particolari funzioni della CPU hardware per poter analizzare e controllare il flusso del programma

### Elenco di debugger più utilizzati
- Absolute Debugger (adb)
- Allinea Distributed Debugging Tool (DDT) (DDT)
- AntiC
- Broadway
- CodeView ed il Visual Studio Debugger
- DAEDALUS
- dbx
- dgb PHP Debugger and Profiler
- dgb Library
- Dynamic debugging technique (DDT), e la sua controparte ottale ODT
- Visual DuxDebugger, debugger disassembler per Windows 64-bit
- dprobes
- doctorJ, controlla la documentazione JavaDoc confrontandola con il codice
- Etnus TotalView
- GNU Debugger (GDB)
- Interactive Disassembler (IDA Pro)
- Java Platform Debugger Architecture
- ladebug
- MacsBug
- OllyDbg
- Prism Parallel Debugger
- Purify
- Symbolic Debugger (sdb)
- SoftICE
- Turbo Debugger
- TMON
- T-Bug, il debugger integrato in Perl 5
- Windbg
- Tp-cobol-debugger, debugger opensource per opencobol in linguaggio cobol